# Vianopolisia spitzi
Vianopolisia spitzi är en skalbaggsart som beskrevs av Lane 1966. Vianopolisia spitzi ingår i släktet Vianopolisia och familjen långhorningar. Inga underarter finns listade i Catalogue of Life.